# Paul Kuhn
Paul "Paulchen" Kuhn (Wiesbaden, 12 maart 1928 – Bad Wildungen, 23 september 2013) was een Duits pianist, bandleider en zanger.

## Carrière
Kuhn bleek al jong muzikaal talent te hebben. Als scholier trad hij al op voor gasten in het Wiesbader Wijnlokaal Eimer. Na zijn opleiding door Kurt Thomas bij het Musischen Gymnasium Frankfurt am Main ging Kuhn als 17-jarige naar het conservatorium in Wiesbaden. Naast deze studie werkte hij al als professioneel jazzpianist. Met de opkomst van muziekprogramma's, uitgezonden door de omroep, werd Kuhn een veelgeziene gast op de televisieschermen.

### Schlagerzanger
Als schlagerzanger werkte Kuhn mee aan titels als Der Mann am Klavier (1954), Es gibt kein Bier auf Hawaii (1963) en Die Farbe der Liebe. In 1957 nam hij met het lied Das Klavier über mir deel aan de Duitse voorronde voor het Eurovisiesongfestival, maar hij bereikte hiermee slechts de derde plaats.

### Pianist
Als pianist rekent Kuhn Art Tatum en George Shearing evenals – door de bijzonder stilistische noten- akkoordzetting – Hank Jones tot zijn voorbeelden. Uitstapjes naar de bebop maakte hij met stukken als Stitt's tune (2002) en Ornithology (1999).

### Bandleider
Voor Kuhn als arrangeur en bandleider was Count Basie het grote voorbeeld, "Basie is de basis" volgens Kuhn. Zijn belangrijkste werk als arrangeur en bandleider was vanaf 1968 van bigbandleider van de Sender Freies Berlin.

### Producent
Als producent zocht Kuhn aan het eind van de vijftiger jaren naar jonge talenten – vond onder andere Ralf Bendix, Rocco Granata, Howard Carpendale – en produceerde hun opnamen.

### Entertainer en acteur
Als acteur en entertainer trad Kuhn in diverse televisieseries op, bijvoorbeeld Biedermann und die Brandstifter (1958), Spiel mit Vieren, Hallo Paulchen en Paul's Party.

## Prijzen
- 1953: Jazzpianist nr. 1 in Duitsland
- 1971: Goldene Kamera voor zijn televisiewerk (Paul's Party)
- 1976: Deutscher Schallplattenpreis
- 1976: Hans-Bredow-Medaille (voor zijn verdiensten voor de omroep)
- 2002: German Jazz Trophy
- 2003: Pianist van het jaar
- 2003: Goldene Europa, oudste Duitse televisieprijs